# U Slatinného potoka
Přírodní rezervace U Slatinného potoka chrání vlhké slatinné louky v oblasti prameniště na pravém břehu Slatinného potoka v Hanušovické vrchovině. Rozkládá se v katastru obce Stará Ves, asi 6,5 kilometru severozápadně od města Rýmařov v okrese Bruntál. Lokalita se nalézá na území chráněné krajinné oblasti Jeseníky.

## Flóra
Roste zde několik druhů vzácných rostlin, především kropenáč vytrvalý (Swertia perennis), vachta trojlistá (Menyanthes trifoliata), tolije bahenní (Parnassia palustris), všivec lesní (Pedicularis sylvatica) nebo zábělník bahenní (Potentilla palustris). K dalším charakteristickým druhům patří suchopýr úzkolistý (Eriophorum angustifolium), suchopýr pochvatý (Eriophorum vaginatum), starček potoční (Tephroseris crispa), bertrám obecný, škarda měkká čertkusolistá (Crepis mollis subsp. succisifolia), kozlík dvoudomý (Valeriana dioica), violka bahenní (Viola palustris) a vstavače - prstnatec májový (Dactylorhiza majalis) a prstnatec Fuchsův (Dactylorhiza fuchsii). Louka je pravidelně kosena, aby se zabránilo expanzi porostu rákosu (Phragmites).

## Fauna
Na lokalitě se pravidelně rozmnožuje několik druhů obojživelníků, např. ropucha obecná (Bufo bufo), čolek obecný (Lissotriton vulgaris) a čolek horský (Ichthyosaura alpestris). Z lokality je uváděn výskyt mokřadních druhů ptáků, jako je bekasina otavní (Gallinago gallinago) a chřástal polní (Crex crex).